# Scenopinus telleri
Scenopinus telleri är en tvåvingeart som beskrevs av Kelsey 1973. Scenopinus telleri ingår i släktet Scenopinus och familjen fönsterflugor.
Artens utbredningsområde är Etiopien. Inga underarter finns listade i Catalogue of Life.